# Centro Universitário Luterano de Palmas
O Centro Universitário Luterano de Palmas - CEULP/ULBRA - é uma instituição de ensino superior de caráter confessional, mantida pela Comunidade Protestante Luterana São Paulo (CELSP), ligada à Igreja Protestante Luterana do Brasil (IELB).

## Cursos

### Graduação
- Administração
- Agronomia
- Biologia
- Biomedicina
- Ciências Contábeis
- Ciência da Computação
- Comunicação Social (Jornalismo)
- Comunicação Social (Publicidade e Propaganda)
- Direito
- Educação Física (Bacharelado)
- Educação Física (Licenciatura)
- Enfermagem
- Engenharia Agrícola
- Engenharia Civil
- Engenharia de Minas
- Engenharia de Software
- Farmácia
- Fisioterapia
- Letras
- Matemática
- Medicina Veterinária
- Odontologia
- Pedagogia
- Psicologia
- Serviço Social
- Sistemas de Informação

### Pós-Graduação
- Psicopedagogia e Interdisciplinaridade
- Citologia Esfoliativa
- Defesa Sanitária Animal
- Docência no Ensino Superior
- Fisioterapia Hospitalar
- Microbiologia Clínica
- Odontologia Hospitalar e Intensiva

### Curso Superior de Tecnologia
- Estética e Cosmética
- Gestão Ambiental
- Gestão Pública
- Processos Gerenciais
- Recursos Humanos
- Redes de Computadores
- Segurança do Trabalho
- Fotografia